# Siamak Nemati
Siamak Nemati (tiếng Ba Tư: سیامک نعمتی); là một tiền vệ bóng đá người Iran hiện tại thi đấu cho Persepolis của Iran tại Persian Gulf Pro League.

## Sự nghiệp câu lạc bộ

### Những năm đầu

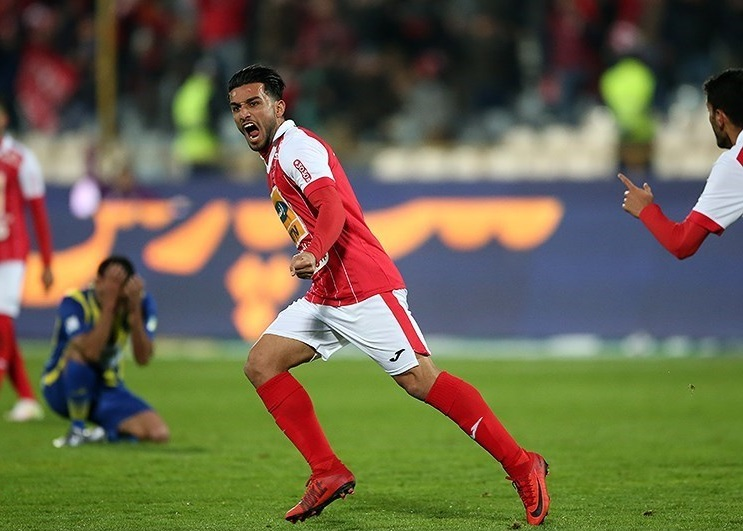
Siamak Nemati ở Persepolis VS Gostaresh Foolad Match

Siamak Nemati bắt đầu sự nghiệp với Saipa, và dần dần gia nhập đội một. Anh từng nằm trong đội hình Steel Azin ở 2011–12 Iran Football's 2nd Division và ghi 4 bàn. Anh gia nhập Moghavemat Tehran U21 năm 2012 và có 2 mùa giải ở đó. Anh giúpMoghavemat vô địch Tehran Asia Vision U21 Premier League 2013–14.

### Paykan
Nemati gia nhập Paykan vào mùa hè năm 2014. Anh có màn ra mắt cho Paykan ngày 14 tháng 8 năm 2014 trước Naft MIS với tư cách đá chính.

## Thống kê sự nghiệp câu lạc bộ
Tính đến 3 tháng 10 năm 2020.
| Câu lạc bộ     | Hạng đấu       | Mùa giải       | Giải vô địch | Giải vô địch | Cúp Hazfi | Cúp Hazfi | Châu Á  | Châu Á    | Tổng    | Tổng      |
| Câu lạc bộ     | Hạng đấu       | Mùa giải       | Số trận      | Bàn thắng    | Số trận   | Bàn thắng | Số trận | Bàn thắng | Số trận | Bàn thắng |
| -------------- | -------------- | -------------- | ------------ | ------------ | --------- | --------- | ------- | --------- | ------- | --------- |
| Paykan         | Pro League     | 2014–15        | 14           | 0            | 1         | 0         | –       | –         | 15      | 0         |
| Paykan         | Hạng đấu 1     | 2015–16        | 30           | 8            | 1         | 0         | –       | –         | 31      | 8         |
| Paykan         | Pro League     | 2016–17        | 24           | 4            | 2         | 0         | –       | –         | 26      | 4         |
| Paykan         | Tổng           | Tổng           | 68           | 12           | 4         | 0         | –       | –         | 72      | 12        |
| Persepolis     | Pro League     | 2017–18        | 24           | 2            | 2         | 0         | 8       | 1         | 35      | 3         |
| Persepolis     | Pro League     | 2018–19        | 27           | 5            | 4         | 0         | 9       | 1         | 40      | 6         |
| Persepolis     | Pro League     | 2019–20        | 18           | 1            | 2         | 0         | 0       | 0         | 20      | 1         |
| Persepolis     | Pro League     | 2020–21        | 0            | 0            | 0         | 0         | 7       | 0         | 7       | 0         |
| Persepolis     | Tổng           | Tổng           | 70           | 8            | 7         | 0         | 24      | 2         | 102     | 10        |
| Tổng sự nghiệp | Tổng sự nghiệp | Tổng sự nghiệp | 138          | 20           | 12        | 0         | 24      | 2         | 174     | 22        |

## Danh hiệu

### Câu lạc bộ
Persepolis
- Persian Gulf Pro League: 2017–18
- Iranian Super Cup: 2017